# TW6000
De TW6000 is een door Düwag en LHB gebouwde driedelige Stadtbahn-tram. In totaal zijn er 260 voertuigen van dit type gebouwd, allemaal oorspronkelijk voor het Stadtbahnnet van Hannover, dat door de Üstra (Überlandwerke und Straßenbahnen Hannover AG) wordt uitgebaat. De van oorsprong groene voertuigen zijn tussen 1974 en 1993 gebouwd.
Na de Wereldexpo in 2000 was er in Hannover een materieeloverschot, mede door de instroom van de TW2000. Daarom zijn stellen verkocht, onder andere tien aan de HTM in Den Haag en tientallen aan Boedapest.

## Eigenschappen

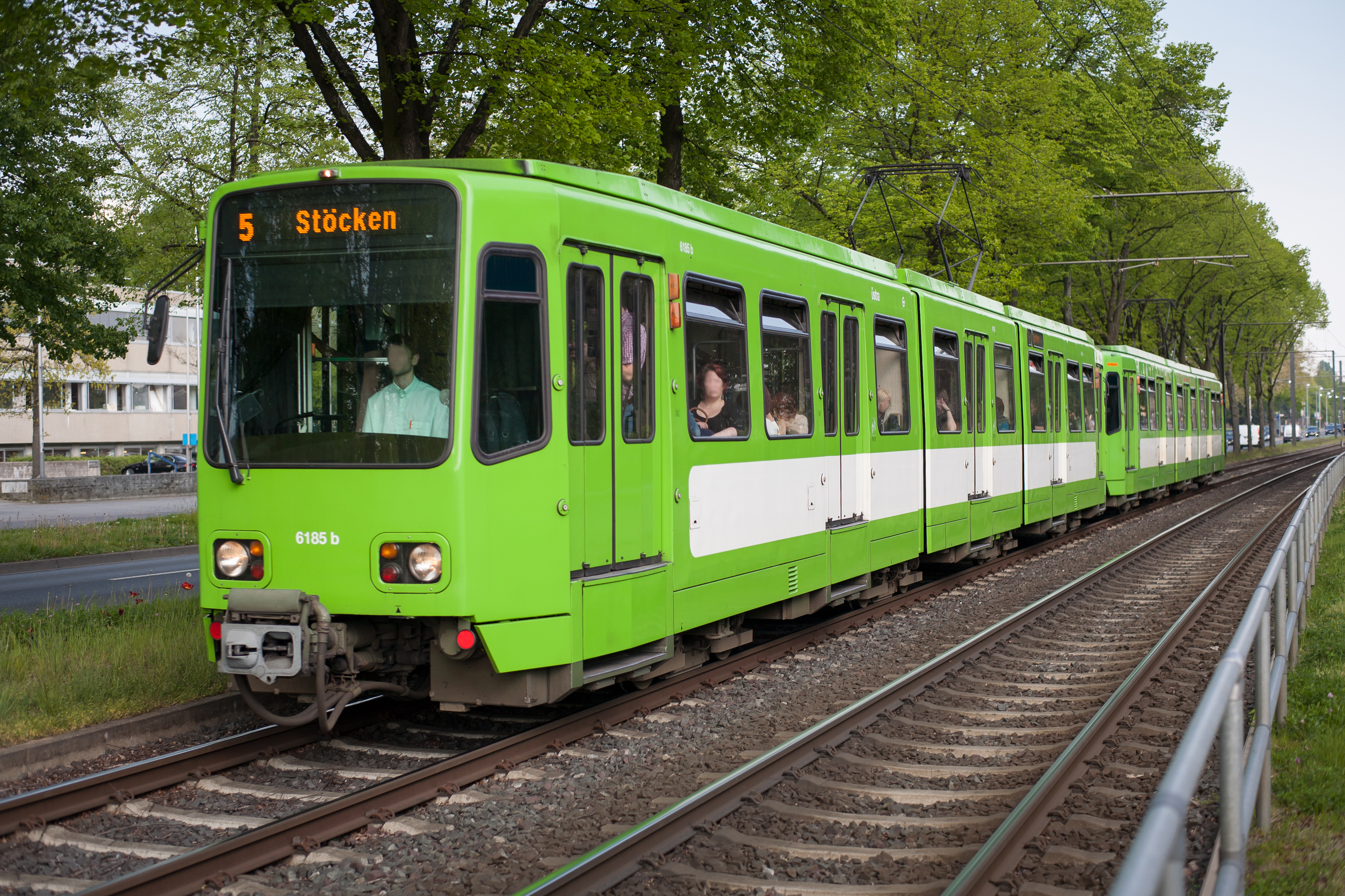
Twee gekoppelde stellen in Hannover

In Hannover werd werk gemaakt van een groot tunnelnetwerk voor de Stadtbahn, een kruising tussen een tram, sneltram en metro. De vloer van de voertuigen moest daarom net zo hoog zijn als die van de ondergrondse stations. Voor de lage haltes buiten de tunnels (in 2020 zeldzaam) zijn er daarom inklapbare trappen aanwezig.
De voertuigen zijn verder voorzien van een pantograaf, een scharfenbergkoppeling, een cabine aan beide kanten, 46 zitplaatsen en 104 staanplaatsen. De maximale snelheid is begrensd op 80 km/h (maar in Hannover wordt niet harder gereden dan 70 km/h).
De voertuigen zijn ongeveer 28,2 meter lang en 2,4 meter breed. Ze zijn technisch in staat om met vier stellen gekoppeld te rijden, maar langere combinaties dan met drie stellen zijn wegens wettelijke beperkingen nooit voorgekomen.

### Nummering
De stellen 6001 tot 6100 zijn gebouwd door Düwag. Al deze stellen worden niet meer in Hannover ingezet: ze zijn verkocht of gesloopt. De stellen 6101 tot 6260 zijn gebouwd door LHB. Van deze stellen zijn er in 2020 circa 60 over en zullen na 2025 vervangen gaan worden.

## Inzet

### Nederland

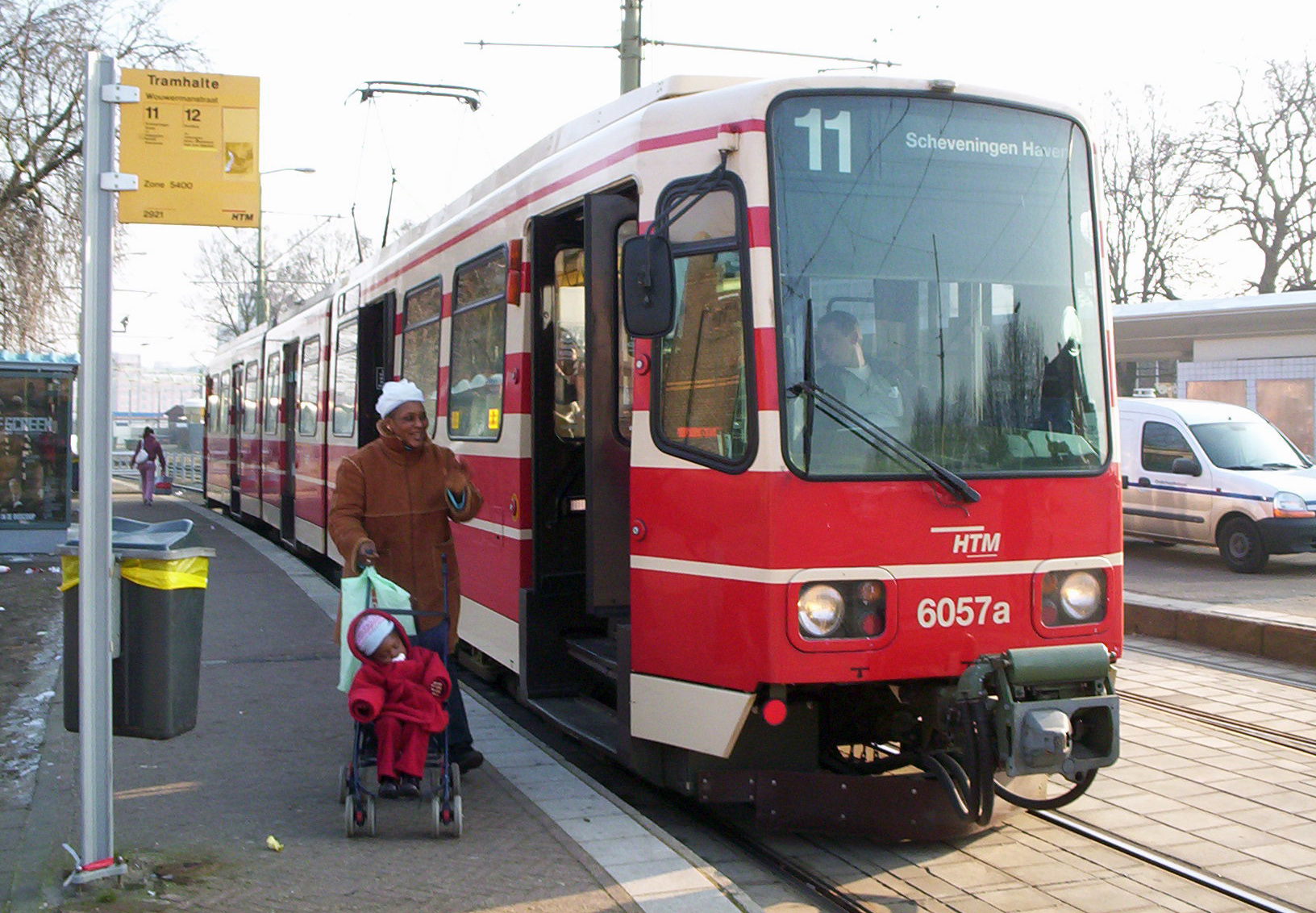
Een TW6000 op lijn 11.

De HTM schafte in 2000 twee trams aan (de 6016 en 6021) voor inzet op de NS-tramlijn tussen de stations Houten en Houten Castellum, waar vanaf 2001 één tram werd ingezet, met de tweede als reserve. Op de Houtense stations waren de perrons aangepast aan de vloerhoogte van de tram, de klaptreden werden hier dus niet gebruikt.
In 2002 kocht de HTM in Den Haag meer trams van dit type (de 6037, 6053, 6055, 6057, 6058, 6064, 6098 en 6099) voor (tijdelijke) inzet op het eigen tramnetwerk. Acht van deze trams reden aanvankelijk op lijn 11 tussen station Den Haag HS en Scheveningen Haven. Voor deze lijn werd gekozen omdat deze met weinig aanpassingen geschikt te maken was voor deze trams, die iets breder zijn dan het in 2002 enige materieel, de Haagse GTL8. De TW6000'en reden uiteindelijk maar enkele jaren in Den Haag: gedurende 2005 werd de inzet van deze trams alweer beëindigd.
In Houten bleef de Hannoverse tram wat langer, deze tramverbinding werd na bijna zeven jaar in december 2008 gesloten vanwege de spoorverdubbeling ter plaatse. De 6016 werd vervolgens gesloopt. In 2010 heeft de HTM alle overgebleven TW6000's aan Boedapest verkocht.

### Boedapest

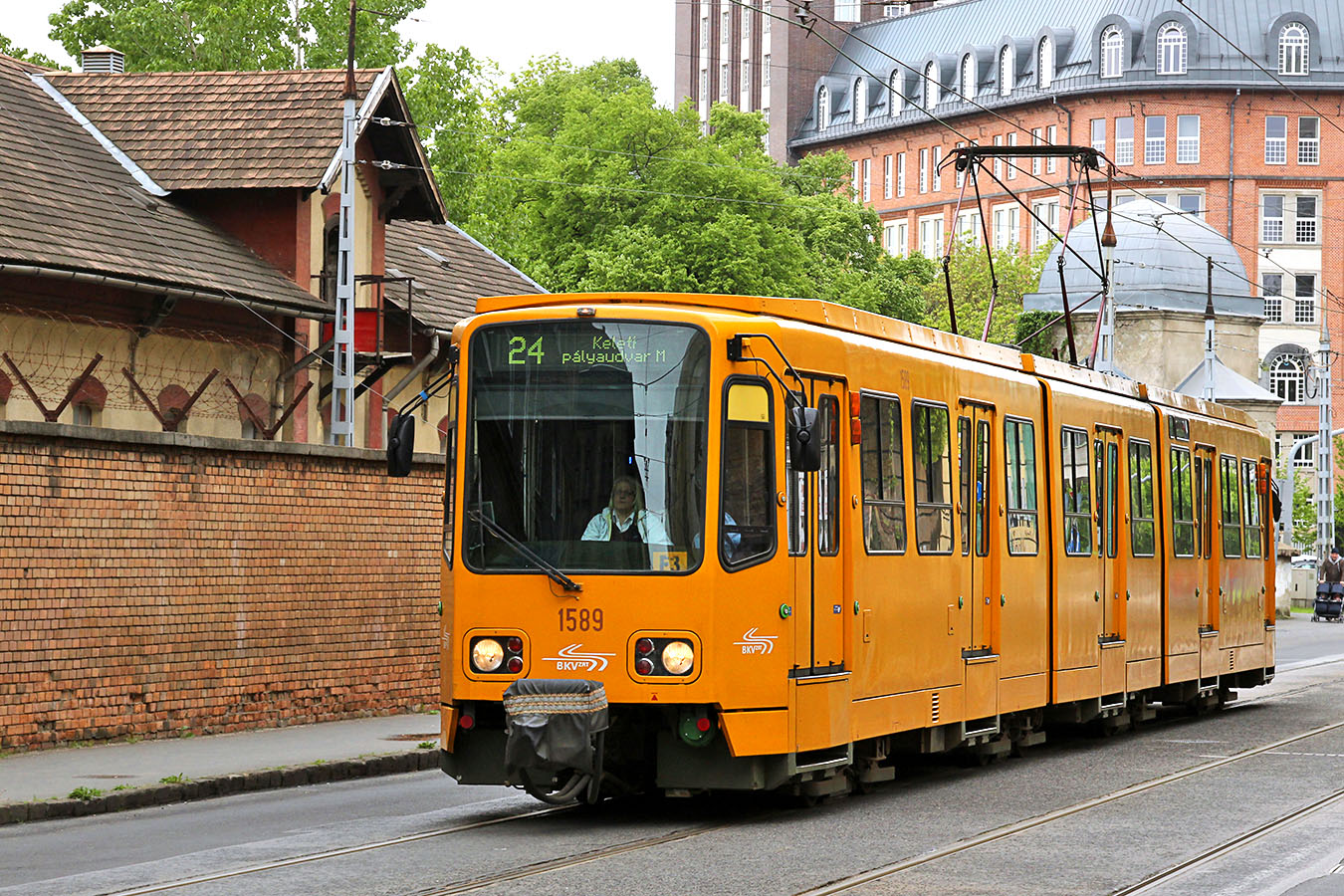
De TW6000 in Boedapest

Vanaf 2002 werden er meer dan 100 exemplaren TW6000 verkocht aan Boedapest. Aldaar werden ze geel geschilderd en vernummerd in de reeks 1500 (Düwag) en 1600 (LHB). Samen met de lagevloertrams van Siemens en CAF verzorgen ze anno 2021 het overgrote deel van de tramdiensten. In de meeste wagens is van binnen nog het oude Hannoverse 6000 nummer aanwezig. Ze worden ingezet in het zuidoostelijke gedeelte van Pest op de lijnen 3, 42, 50, 51, 51A, 52, 62, 62A en 69.
Door de slechte situatie van de ligging van de sporen geldt op diverse baanvakken en wissels een snelheidsbeperking van 10 km/h. Daar Boedapest nergens voor de TW6000's geschikte hoge perrons bezit, moet op alle haltes gebruik worden gemaakt van de klaptreden, hetgeen een relatief hoge klim vanaf de straat betekent.

### Finland
In Tampere zijn in februari 2020 proefritten gemaakt met een exemplaar op he nieuwe net aldaar. Dit omdat er toen van het definitieve tramtype van Škoda nog geen tramstellen geleverd waren.